# Comisaría de Arauca
La comisaría de Arauca fue una antigua entidad territorial de Colombia que correspondía a la parte oriental (si bien luego le fue añadida la parte occidental) del hoy departamento de Arauca, ubicado al oriente de este país. Arauca fue segregada del departamento de Boyacá y elevada a esta categoría por medio del decreto 306 del 24 de marzo de 1911, debido a las numerosas revueltas protagonizadas por el pueblo araucano, principalmente la liderada por Luis Felipe Laverde el 5 de noviembre de 1910 y que obligó a dimitir al gobierno de la prefectura de Arauca. Sucedieron algunos levantamientos posteriores a la erección de la comisaría, como el levantamiento de Humberto Gómez, quien tomó la ciudad de Arauca el 31 de diciembre de 1916 y declaró la independencia del territorio con el nombre de República de Arauca.
La entidad comprendía el municipio de Santa Bárbara de Arauca como capital, y las localidades de Arauquita y Cravo Norte; más tarde mediante el decreto 1000 de 1923, Pedro Nel Ospina agregó a la comisaría los municipios de Tame y San Lope, adquiriendo su configuración territorial actual.
Durante La Violencia se vivieron levantamientos llaneros en 1948, hasta la entrega de Guadalupe Salcedo, líder revolucionario araucano, en 1953. Posteriormente con la explotación del petróleo llegan colonos y gentes de todas partes del país, que al consolidarse con la bonanza petrolera, aparecen grupos revolucionarios que perturban la región.